# Fontrabiouse
Fontrabiouse (catalansk: Font-Rabiosa) er en by og kommune i departementet Pyrénées-Orientales i Sydfrankrig.

## Geografi
Fontrabiouse ligger i Capcir 100 km vest for Perpignan. Nærmeste byer er mod syd Formiguères (6 km) og mod nordvest Puyvalador (3 km).

## Demografi

### Udvikling i folketal
| 1962                                                              | 1968 | 1975 | 1982 | 1990 | 1999 | 2007 | 2012 | 2017 |
| ----------------------------------------------------------------- | ---- | ---- | ---- | ---- | ---- | ---- | ---- | ---- |
| 89                                                                | 89   | 96   | 72   | 76   | 91   | 109  | 134  | 127  |
| Tal fra og med 1962 er uden dobbelttælling (sans doubles comptes) |      |      |      |      |      |      |      |      |